# Massag
KOH-I-NOOR MASSAG, a.s. (do 1. ledna 2023 MASSAG, a.s.) je strojírenská firma z Bílovce ve Slezsku (cca 25 km jihozápadně od Ostravy), která byla založena roku 1852 Mathiasem Salcherem pod původním názvem Salcher ve Vídni. V roce 1852 byla přestěhována do Bílovce (tehdejší Wagstadt) a přejmenována na Massag (Mathias Salcher Sohne Aktien Gesselschaft).
Salcher v Bílovci začal s výrobou knoflíků. V tomto sortimentu neměla zpočátku firma konkurenci. Knoflíky proslavily později firmu Mathiase Salchera po celém světě, ponejvíce v Americe. Tento původní produkt tvořil po dlouhá léta základní program výroby v Bílovci a knoflíky se tak udržely až do roku 1949. Salcherův výrobní program se začal postupně rozšiřovat o výrobu oděvních doplňků všeho druhu, obuvnických doplňků, lyžařského vázání a různých ručních strojků a lisů na zarážení nýtů a kroužků.
Po znárodnění v roce 1945 byla firma začleněna pod vedení národního podniku Koh-i-noor Waldes Praha. Od té doby převzal závod v Bílovci název Koh-i-noor, avšak obchodní značka Massag byla používána i nadále. V roce 1953 se výrobní program zužuje převážně na výrobu drobného kovového zboží, které dosahuje až 70 % objemu. Ve stejném období byla zahájena výroba psacích per, která dosáhla svého vrcholu v roce 1960. Následně se výrobní program rozšiřuje o výrobu botových kroužků, háčků, kování pro koženou galanterii, slévárenské podpěrky, klíčové kroužky, nacpavače dýmek, kufrové kování, trubkové nýty apod.
Spolu s rozvojem výroby automobilů v Mladé Boleslavi se v Massagu rozvíjela v druhé polovině 20. století i výroba autopříslušenství a dílů pro osobní vozy, která se zachovala dodnes.
Po roce 1990 byla firma privatizována a přejmenována zpět na MASSAG, a.s. Společnost vyrábí zejména lisované díly pro automobilový průmysl, nákupní vozíky a logistické klece a drobné kovové kování.
V roce 2004 získala firma od agentury CzechInvest ocenění Subdodavatel roku.